# Березовий гай (лісовий заказник, Житомирська область)
Бере́зовий гай — лісовий заказник місцевого значення в Україні. Розташований у межах Радомишльського району Житомирської області, неподалік від села Забілоччя. 
Площа 81,2 га. Статус присвоєно згідно з рішенням 23 сесії облради 7 скликання від 23.05.2019 року № 1459. Перебуває у віданні ДП «Радомишльський лісгосп АПК» (Забілоцьке лісництво, кв. 28, вид. 1-17). 
Статус присвоєно для збереження частини лісового масиву, в якому переважають насадження берези, меншу площі займає сосна, а ще меншу — вільха. Пріоритетами охорони в заказнику є популяції рідкісних видів рослин, занесених до Червоної книги України — коручка морозникоподібна і плаун колючий.